# Длинноклювый земляной дрозд
 Длинноклювый земляной дрозд (Zoothera marginata) — вид воробьиных птиц из семейства дроздовых. Подвидов не выделяют.

## Распространение
Ареал вида в восточной части Гималаев прерывистый. Также он охватывает нагорную часть Мьянмы, север Таиланда, Лаос, Вьетнам и крайний юг Китая. Залетают представители вида и в Бангладеш.

## Описание
Длина тела 24—25 см, вес около 80 г. Имеют относительно длинный черноватый хвост. Голова тёмно-коричневая, крылья рыже-коричневые. На лице белая лоральная полоска и белое глазное кольцо. Горло и подбородок птицы беловатые. Песня представляет собой серию монотонных тонких свистков.

## Охранный статус
МСОП присвоил виду охранный статус LC.